# 尼克·阿金斯
 尼克·阿金斯，是美國電力公司的執行長和總裁。

## 職業生涯
阿金斯是AEP董事會的唯一管理代表。從2004年到2006年，他擔任西南電力公司總裁兼首席營運官。阿金斯於1982年在路易斯安那理工大學取得電氣工程學士學位，並於1986年在路易斯安那理工大學取得電氣工程碩士學位。
他是電力研究所（EPRI）的前主席和董事會成員。阿金斯也是美國清潔煤炭電力聯盟（英語: American Coalition of Clean Coal Electricity ） (ACCCE)、愛迪生電氣學會 (EEI)、核能研究所（英語: Nuclear Energy Institute） (NEI)、全國製造商協會、俄亥俄州中部食品銀行、大哥倫布藝術委員會和衛克斯那藝術中心的董事會成員。

## 個人生活
阿金斯與唐娜（Donna）住在俄亥俄州的新奧爾巴尼。

## 外部連結
- C-SPAN內的頁面（英文）